# Lycaena obsoleta
Lycaena obsoleta är en fjärilsart som beskrevs av Tutt 1906. Lycaena obsoleta ingår i släktet Lycaena och familjen juvelvingar. Inga underarter finns listade i Catalogue of Life.